# Rezerwat przyrody Wieliszewskie Łęgi

## Ekosystem łęgów wieliszewskich przy ujściu Narwi do Zalewu Zegrzyńskiego: analiza przyrodnicza, zagrożenia i perspektywy ochrony

### Wprowadzenie i znaczenie ekologiczne
Łęgi wieliszewskie stanowią unikalny przykład nizinnego ekosystemu rzeczno-bagiennego w centralnej Polsce, położonego przy ujściu rzeki Narew do Zalewu Zegrzyńskiego. Obszar ten, chroniony jako Rezerwat Przyrody Wieliszewskie Łęgi od 1990 roku, reprezentuje jeden z ostatnich zachowanych fragmentów naturalnych lasów łęgowych w dolinie dolnej Narwi. Rezerwat o powierzchni 18,58 ha, znany również jako "Storczykowy Gaj", stanowi refugium dla wielu rzadkich gatunków roślin i zwierząt, w tym jednego z najbogatszych stanowisk storczykowatych na Mazowszu.

### Charakterystyka ekosystemu łęgowego

#### Siedliska przyrodnicze i klasyfikacja fitosocjologiczna
Ekosystem łęgów wieliszewskich obejmuje mozaikę siedlisk typowych dla dolin rzecznych, w tym lasy łęgowe, starorzecza, wydmy śródlądowe oraz tereny bagienne. Według klasyfikacji siedlisk Natura 2000, dominują tu dwa priorytetowe typy lasów łęgowych:
Łęgi wierzbowe, topolowe, olszowe i jesionowe (Salicetum albo-fragilis, Populetum albae, Alnenion glutinoso-incanae) - siedlisko priorytetowe charakteryzujące się dominacją Alnus glutinosa (olszy czarnej), Fraxinus excelsior (jesionu wyniosłego) oraz gatunków z rodzaju Salix (wierzby). Te nadrzeczne lasy zalewowe występują na madach rzecznych o wysokim poziomie wód gruntowych i okresowych zalewach.
Łęgowe lasy dębowo-wiązowo-jesionowe (Ficario-Ulmetum) - występujące na wyższych terasach zalewowych, zdominowane przez Quercus robur (dąb szypułkowy), Ulmus laevis (wiąz szypułkowy) i Ulmus minor (wiąz polny). W rezerwacie występują monumentalne okazy dębów świadczące o długiej historii tego ekosystemu.

#### Skład florystyczny - nazewnictwo systematyczne
Badania florystyczne przeprowadzone przez Zaniewskiego i współpracowników (2021) wykazały obecność 264 gatunków roślin naczyniowych w samym rezerwacie oraz 314 gatunków w szerszym obszarze badawczym. Drzewostan charakteryzuje się następującym składem gatunkowym:
Warstwa drzew (stratum arboreum):
- Alnus glutinosa L. Gaertn. - dominujący gatunek w wilgotnych partiach łęgu
- Populus alba L. i Populus nigra L. - topole charakterystyczne dla łęgów wierzbowo-topolowych
- Quercus robur L. - stare okazy dębowe o wymiarach pomnikowych
- Fraxinus excelsior L. - jesion wyniosły
- Betula pendula Roth i Betula pubescens Ehrh. - brzozy w młodszych sukcesyjnych stadiach
- Acer pseudoplatanus L. - klon jawor w domieszce

Warstwa krzewów (stratum fruticosum):
- Cornus sanguinea L. - dereń świdwa
- Sambucus nigra L. - bez czarny, lokalnie zwany "szakłakiem"
- Rhamnus cathartica L. - szakłak pospolity
- Euonymus europaea L. - trzmielina europejska
- Viburnum opulus L. - kalina koralowa

Runo leśne (stratum herbaceum) reprezentują gatunki charakterystyczne dla rzędu Glechometalia oraz klasy Querco-Fagetea:
- Aegopodium podagraria L. - podagrycznik pospolity
- Glechoma hederacea L. - bluszczyk kurdybanek
- Urtica dioica L. - pokrzywa zwyczajna
- Filipendula ulmaria (L.) Maxim. - wiązówka błotna
- Festuca gigantea (L.) Vill. - kostrzewa olbrzymia
- Stellaria nemorum L. - gwiazdnica gajowa

Szczególną wartość przyrodniczą stanowią liczne gatunki z rodziny Orchidaceae, wszystkie objęte w Polsce ścisłą ochroną gatunkową. Rezerwat jest jednym z najbogatszych stanowisk storczykowatych na Mazowszu, stąd jego potoczna nazwa "Storczykowy Gaj".

#### Fauna łęgów wieliszewskich
Ornitofauna obszaru jest wyjątkowo bogata. Według kompleksowej inwentaryzacji OTOP z 2023 roku, na łąkach krubińskich i kałuszyńskich stwierdzono 109 gatunków ptaków, w tym 98 gatunków lęgowych. Wśród nich znajduje się 14 gatunków z Załącznika I Dyrektywy Ptasiej UE:
Gatunki lęgowe priorytetowe:
- Crex crex (derkacz) - gatunek flagowy łąk zalewowych
- Remiz pendulinus (remiz) - charakterystyczny dla zadrzewień łęgowych
- Alcedo atthis (zimorodek) - związany ze starorzeczami
- Circus aeruginosus (błotniak stawowy)
- Porzana porzana (kropiatka)
- Grus grus (żuraw)

Na obszarze żerują również:
- Haliaeetus albicilla (bielik) - gniazdujący w kompleksie Kępy Kikolskiej
- Ciconia ciconia (bocian biały)
- Chlidonias niger (rybitwa czarna)

Teriofauna obejmuje duże ssaki typowe dla mozaiki lasów i terenów otwartych:
- Alces alces (łoś) - regularnie obserwowany
- Cervus elaphus (jeleń szlachetny)
- Capreolus capreolus (sarna)
- Sus scrofa (dzik)
- Castor fiber (bóbr europejski) - gatunek kluczowy dla kształtowania siedlisk
- Lutra lutra (wydra) - wskaźnik dobrej jakości środowiska wodnego

### Geneza powstania łęgów - historia hydrologiczna i geomorfologia

#### Podłoże geologiczne i rozwój doliny
Współczesne łęgi wieliszewskie rozwinęły się na fundamencie utworów plejstoceńskich pozostawionych przez lądolód skandynawski. Według badań Polskiego Instytutu Geologicznego, koryto Narwi przepływa przez wyniesienia odpornych osadów niealluwialnych, w tym glin zwałowych z plejstocenu i iłów jeziornych z neogenu, zalegających 10-20 metrów poniżej dna koryta. Na tym podłożu w holocenie odkładały się mady rzeczne tworzące współczesną równinę zalewową.

#### Historyczny system rzeczny
Przed regulacją Narew stanowiła jeden z nielicznych w Europie przykładów rzeki anastomozującej o charakterze roztokowym. System ten, określany jako "rzeka o warkoczowych kanałach", charakteryzował się:
- Złożoną siecią przeplatających się koryt
- Licznymi starorzeczami i odnogami
- Regularnym reżimem powodziowym z wiosennymi zalewami roztopowymi
- Szerokością doliny zalewowej sięgającą 90% powierzchni dna doliny podczas wysokich stanów

#### Transformacja hydrologiczna
Przełomowym momentem w historii ekosystemu była budowa Zalewu Zegrzyńskiego w latach 1960-1963. Zbiornik o powierzchni 33 km² i pojemności około 94 mln m³ został utworzony w celach:
- Przeciwpowodziowych - regulacja przepływów Narwi
- Zaopatrzenia Warszawy w wodę
- Energetycznych - elektrownia wodna o mocy 20 MW
- Rekreacyjnych - wtórna funkcja turystyczna

Konsekwencje hydrologiczne były dramatyczne. Badania dendrochronologiczne z 2024 roku wykazały, że średni poziom Narwi obniżył się o 23 cm w ciągu ostatnich 50 lat, z największym spadkiem (22 cm) między dekadami 1971-1980 i 1981-1990. Obecny poziom waha się między 178-181 cm, w porównaniu do ponad 202 cm w latach 70. XX wieku.

### Ochrona prawna obszaru

#### Status w systemie Natura 2000
Łęgi wieliszewskie znajdują się w granicach obszaru Dolina Dolnej Narwi PLB140014 - Obszaru Specjalnej Ochrony Ptaków o powierzchni 26 527,92 ha, wyznaczonego w 2007 roku. Obszar chroni 60 gatunków ptaków wymienionych w Dyrektywie Ptasiej, ze szczególnym uwzględnieniem derkacza (Crex crex), dubleta (Gallinago media) i rybitwy czarnej (Chlidonias niger).

#### Ochrona krajowa
Rezerwat przyrody Wieliszewskie Łęgi ustanowiony został zarządzeniem Ministra Ochrony Środowiska z 25 czerwca 1990 roku jako rezerwat florystyczny (leśno-łąkowy). Dodatkowo, obszar znajduje się w granicach Warszawskiego Obszaru Chronionego Krajobrazu (WOChK), ustanowionego w 1997 roku i obejmującego 148 409,10 ha, w tym 2/3 powierzchni gminy Wieliszew.

#### Dyrektywy siedliskowe i gatunkowe
Ochrona prawna opiera się na implementacji dwóch kluczowych dyrektyw UE:
- Dyrektywa Ptasia 2009/147/WE - ochrona gatunków ptaków i ich siedlisk
- Dyrektywa Siedliskowa 92/43/EWG - ochrona siedlisk przyrodniczych, szczególnie priorytetowego typu 91E0*

Plan Zadań Ochronnych dla obszaru został opracowany w ramach projektu POIS.05.03.00-00-186/09 przez GDOŚ i RDOŚ w Warszawie.

### Szczegółowy wykaz gatunków chronionych

#### Flora objęta ochroną ścisłą
Wszystkie gatunki z rodziny Orchidaceae występujące w rezerwacie podlegają ochronie ścisłej zgodnie z Rozporządzeniem Ministra Środowiska. Łącznie w Polsce ochroną ścisłą objętych jest 715 gatunków roślin, z czego 65% to gatunki leśne. W łęgach wieliszewskich szczególną uwagę zwracają stanowiska storczyków związanych z wilgotnymi lasami liściastymi.

#### Fauna chroniona
Z 799 gatunków zwierząt objętych ochroną ścisłą w Polsce, w łęgach wieliszewskich występują m.in.:
- Wszystkie gatunki nietoperzy (Chiroptera) - w tym gatunki z Załącznika II Dyrektywy Siedliskowej
- 90 gatunków ptaków pod ochroną ścisłą, 4 pod ochroną częściową
- Castor fiber i Lutra lutra - ssaki z Załącznika II Dyrektywy Siedliskowej

### Zagrożenia deweloperskie i presja urbanizacyjna

#### Konflikty przestrzenne
Gmina Wieliszew doświadcza intensywnej presji deweloperskiej związanej z bliskością aglomeracji warszawskiej. Kluczowe zagrożenia obejmują:
Presja na przekształcenie łąk w tereny budowlane: W 2022-2023 roku toczyła się batalia o ochronę 400 ha łąk kałuszyńskich i krubińskich. Deweloperzy i właściciele gruntów oskarżali gminę o "naruszanie konstytucji i pozbawianie praw własności". Dzięki determinacji władz lokalnych, w sierpniu 2023 roku uchwalono miejscowy plan zagospodarowania przestrzennego wprowadzający całkowity zakaz zabudowy na łąkach i pastwiskach.
Inwestycja kolejowa: Najpoważniejsze zagrożenie stanowi planowana linia kolejowa Legionowo-Nasielsk (część korytarza Warszawa-Gdańsk). Warianty 4 i 6 przewidują przebieg przez łąki krubińskie z przekroczeniem Narwi, co według ekspertów:
- Naruszy stosunki hydro-geologiczne terenów bagiennych
- Przerwie korytarze ekologiczne Natura 2000
- Zniszczy siedliska priorytetowe 91I0* (ciepłolubne dąbrowy) oraz łąki 6410, 6510, 6440
- Zagrozi stanowiskom Allium angulosum i Iris sibirica

#### Kampanie ochronne
W odpowiedzi na zagrożenia powstała inicjatywa "Stop niszczycielskiej kolei" (www.dolinanarwi.com) oraz propozycja utworzenia Rezerwatu Dolina Narwi. Koalicja ekspertów, w tym prof. Ryszard J. Chróst (UW) i dr Łukasz Kozub (Centrum Ochrony Mokradeł UW), wskazuje na sprzeczność inwestycji z Rozporządzeniem UE o odbudowie przyrody z 22 czerwca 2022 roku.

### Wpływ regulacji Narwi i budowy Zalewu Zegrzyńskiego

#### Zmiany ekologiczne
Przekształcenie Narwi z systemu wielokorytowego w pojedyncze, uregulowane koryto spowodowało:
- Przerwanie naturalnego reżimu powodziowego - eliminacja okresowych zalewów
- Obniżenie poziomu wód gruntowych - degradacja siedlisk wilgotnych
- Zanik bocznych koryt - utrata różnorodności habitatów
- Sukcesję wtórną - wkraczanie gatunków lądowych na dawne tereny zalewowe

#### Wpływ na bioróżnorodność
Monitoring wykazuje systematyczny spadek liczebności gatunków związanych z siedliskami zalewowymi. Szczególnie dotknięte są:
- Ptaki siewkowe gniazdujące na zalewanych łąkach
- Ryby litofilne wymagające zalanych łąk do tarła
- Rośliny wodne i bagienne wypierane przez gatunki mezofilne

### Aktualny stan zachowania i prognozy

#### Stan obecny
Pomimo ochrony rezerwatowej, ekosystem łęgów wieliszewskich znajduje się pod rosnącą presją. Analiza synantropizacji flory (Zaniewski et al. 2021) wykazała postępującą antropogenizację zbiorowisk roślinnych. Jednocześnie działania ochronne gminy Wieliszew, szczególnie ochrona planistyczna 400 ha łąk w 2023 roku, dają nadzieję na zachowanie kluczowych fragmentów ekosystemu.

#### Prognozy i rekomendacje
Scenariusz optymistyczny zakłada:
- Odrzucenie szkodliwych wariantów linii kolejowej
- Utworzenie Rezerwatu Dolina Narwi
- Rozszerzenie ochrony planistycznej na pozostałe tereny cenne przyrodniczo
- Wdrożenie programów renaturyzacji

Scenariusz pesymistyczny przewiduje:
- Realizację inwestycji kolejowej przez tereny chronione
- Dalszy spadek poziomu wód gruntowych
- Postępującą fragmentację siedlisk
- Zanik populacji gatunków wrażliwych

#### Priorytety ochronne
1. Natychmiastowe: Zablokowanie szkodliwych wariantów infrastruktury
2. Średnioterminowe: Aktywna ochrona reżimu hydrologicznego
3. Długoterminowe: Renaturyzacja zdegradowanych fragmentów doliny

### Źródła i opracowania naukowe

#### Publikacje naukowe
- Zaniewski P. et al. (2021): "Synanthropization of vascular plant flora in the Wieliszewskie Łęgi Nature Reserve"
- Water Journal (2021): Geological analysis of Narew River system - MDPI
- Polish dendrochronological studies (2024): Water level changes analysis

#### Dokumenty prawne i planistyczne
- Natura 2000 Standard Data Forms: https://eunis.eea.europa.eu/sites/PLB140014
- GDOŚ - Centralny Rejestr Form Ochrony Przyrody: https://crfop.gdos.gov.pl
- BIP Gminy Wieliszew - dokumenty planistyczne: https://bip.wieliszew.pl

#### Opracowania przyrodnicze
- OTOP (2023): Inwentaryzacja ornitologiczna łąk krubińskich i kałuszyńskich
- RDOŚ Warszawa - Plany Zadań Ochronnych: https://www.gov.pl/web/rdos-warszawa
- Kampania "Dolina Narwi" - opinie ekspertów: https://www.dolinanarwi.com/eksperci

#### Portale informacyjne
- OnGeo.pl - baza MPZP: https://ongeo.pl/geoportal/gmina-wieliszew/plany-miejscowe
- Gazeta Powiatowa - raporty o ochronie przyrody: https://gazetapowiatowa.pl
- Geoportal Krajowy Wieliszew: https://wieliszew.geoportal-krajowy.pl

Autor: Bartłomiej Imiołek